# Pontus Lagerberg
Carl Pontus Lagerberg, född den 24 november 1830 på Skönnebol i Ny socken, Värmlands län, död den 30 januari 1898 på tingsstället Moholm i Mo socken, Skaraborgs län, var en svensk jurist. Han var bror till Otto Lagerberg.
Lagerberg blev 1850 student vid Uppsala universitet, där han avlade juridisk-filosofisk examen 1854 och filosofie kandidatexamen 1856. Han disputerade pro gradu 1857 och promoverades till filosofie magister samma år. Lagerberg avlade examen till rättegångsverken 1859. Han blev extra ordinarie kanslist i Sjöförsvarsdepartementet 1854 och i Justitierevisionsexpeditionen 1859, auskultant i Svea hovrätt sistnämnda år, extra ordinarie notarie samma år samt vice häradshövding 1862. Lagerberg var adjungerad ledamot i Svea hovrätt tidvis under åren 1873–1875. Han blev häradshövding i Gotlands södra domsaga 1875 och fick transport till häradshövdingämbetet i Vadsbo södra domsaga 1884. Lagerberg blev riddare av Nordstjärneorden 1885.